# Nuoto ai Giochi della XI Olimpiade - 400 metri stile libero femminili
La competizione dei 400 metri stile libero femminili di nuoto dei Giochi della XI Olimpiade si è svolta nei giorni dal 13 al 15 agosto 1936 al Berlin Olympic Swim Stadium

## Risultati

### Batterie
13 agosto 1936 ore 10:00
Le prime tre di ogni serie più la migliore delle escluse furono ammesse alle semifinali.
| Pos. | Atleta               | Nazione       | Tempo  |
| ---- | -------------------- | ------------- | ------ |
| 1    | Ragnhild Hveger      | Danimarca     | 5'28"0 |
| 2    | Lenore Kight-Wingard | Stati Uniti   | 5'34"0 |
| 3    | Piedade Coutinho     | Brasile       | 5'35"5 |
| 4    | Gladys Morcom        | Gran Bretagna | 6'00"8 |
| 5    | Vera Harsányi        | Ungheria      | 6'14"7 |

| Pos. | Atleta        | Nazione     | Tempo  |
| ---- | ------------- | ----------- | ------ |
| 1    | Tini Wagner   | Paesi Bassi | 5'57"5 |
| 2    | Borbála Sóthy | Ungheria    | 6'14"8 |

| Pos. | Atleta            | Nazione     | Tempo  |
| ---- | ----------------- | ----------- | ------ |
| 1    | Grete Frederiksen | Danimarca   | 5'39"5 |
| 2    | Ans Timmermans    | Paesi Bassi | 5'42"5 |
| 3    | Louisette Fleuret | Francia     | 5'46"8 |
| 4    | Hatsuko Morioka   | Giappone    | 5'51"0 |
| 5    | Evelyn de Lacy    | Australia   | 5'51"9 |

| Pos. | Atleta           | Nazione       | Tempo  |
| ---- | ---------------- | ------------- | ------ |
| 1    | Inger Carlsen    | Danimarca     | 5'57"1 |
| 2    | Margaret Jeffrey | Gran Bretagna | 6'12"7 |
| 3    | Mary Lou Petty   | Stati Uniti   | 6'16"6 |

| Pos. | Atleta           | Nazione        | Tempo  |
| ---- | ---------------- | -------------- | ------ |
| 1    | Rie Mastenbroek  | Paesi Bassi    | 5'38"6 |
| 2    | Irma Schrameková | Cecoslovacchia | 5'47"5 |
| 3    | Kazue Kojima     | Giappone       | 5'50"4 |
| 4    | Ágnes Bíró       | Ungheria       | 6'14"3 |
| 5    | Scylla Venâncio  | Brasile        | 6'23"0 |

### Semifinali
14 agosto 1936 ore 10:00
Le prime tre di ogni serie più la migliore delle escluse furono ammesse alla finale.
| Pos. | Atleta               | Nazione        | Tempo  |
| ---- | -------------------- | -------------- | ------ |
| 1    | Rie Mastenbroek      | Paesi Bassi    | 5'40"3 |
| 2    | Lenore Kight-Wingard | Stati Uniti    | 5'42"2 |
| 3    | Grete Frederiksen    | Danimarca      | 5'42"5 |
| 4    | Tini Wagner          | Paesi Bassi    | 5'45"9 |
| 5    | Irma Schrameková     | Cecoslovacchia | 5'46"0 |
| 6    | Hatsuko Morioka      | Giappone       | 5'49"1 |
| 7    | Borbála Sóthy        | Ungheria       | 6'11"2 |

| Pos. | Atleta            | Nazione       | Tempo  |
| ---- | ----------------- | ------------- | ------ |
| 1    | Ragnhild Hveger   | Danimarca     | 5'33"7 |
| 2    | Piedade Coutinho  | Brasile       | 5'42"5 |
| 3    | Kazue Kojima      | Giappone      | 5'43"5 |
| 4    | Mary Lou Petty    | Stati Uniti   | 5'45"9 |
| 5    | Louisette Fleuret | Francia       | 5'46"1 |
| 6    | Ans Timmermans    | Paesi Bassi   | 5'49"4 |
| 7    | Inger Carlsen     | Danimarca     | 5'55"0 |
| 8    | Margaret Jeffrey  | Gran Bretagna | 6'07"2 |

### Finale
15 agosto 1936 ore 15:50
| Pos.    | Atleta               | Nazione     | Tempo  |
| ------- | -------------------- | ----------- | ------ |
| Oro     | Rie Mastenbroek      | Paesi Bassi | 5'26"4 |
| Argento | Ragnhild Hveger      | Danimarca   | 5'27"5 |
| Bronzo  | Lenore Kight-Wingard | Stati Uniti | 5'29"0 |
| 4       | Mary Lou Petty       | Stati Uniti | 5'32"2 |
| 5       | Piedade Coutinho     | Brasile     | 5'35"2 |
| 6       | Kazue Kojima         | Giappone    | 5'43"1 |
| 7       | Grete Frederiksen    | Danimarca   | 5'45"0 |
| 8       | Tini Wagner          | Paesi Bassi | 5'46"0 |